# Velvet: El nuevo imperio
A Velvet: el nuevo imperio (magyar fordításban: Velvet: Az új birodalom) egy 2025-ben indult amerikai telenovella, amit a Telemundo készített. Főszereplői: Yon González, Samantha Siqueiros, Carolina Miranda, Danilo Carrera és Aylín Mújica. Magyarországon még nem vetítették. 

## Szereplők

### Főszereplők
| Színész              | Szereplő                  | Magyar hang |
| -------------------- | ------------------------- | ----------- |
| Yon González         | Alberto Márquez           |             |
| Samantha Siqueiros   | Ana Velázquez             |             |
| Carolina Miranda     | Cristina Otegui           |             |
| Danilo Carrera       | Carlos Aristizábal        |             |
| Aylín Mújica         | Gloria Olivera de Márquez |             |
| Chantal Andere       | Blanca Morales            |             |
| Leonardo Daniel      | Emilio Velázquez          |             |
| Daniella Navarro     | Clara Hernández           |             |
| Luciano D’Alessandro | Raúl de la Riva           |             |
| Osvaldo de León      | Mateo Andrade             |             |
| Joshua Gutiérrez     | Enrique Otegui            |             |
| Carlos Ponce         | Esteban Márquez           |             |
| Jeimy Osorio         | Luisa Ortiz               |             |
| Candela Márquez      | Margarita Hernández       |             |
| Gaby Borges          | Valeria Márquez           |             |
| Bernardo Flores      | Ricardo "Ricky" Eleuterio |             |
| Jorge Aravena        | Gerardo Otegui            |             |
| Sofía Aragón         | Bárbara Otegui            |             |
| Sahit Sosa           | Pedro López               |             |
| Marco León           | Max                       |             |
| Sonya Smith          | Pilar Márquez             |             |
| Itatí Cantoral       | Isabel Juárez             |             |
| Humberto Zurita      | Benjamín Márquez          |             |

### Mellékszereplők
| Színész                 | Szereplő         | Magyar hang |
| ----------------------- | ---------------- | ----------- |
| Prince Royce            | Önmaga           |             |
| Simone Marval           | Jennifer         |             |
| Emilia Ceballos         | Pepita           |             |
| Rafael Caparroso        | Ramón            |             |
| Jeronimo Badillo Medina | Michael          |             |
| Ricardo Kleinbaum       | Alessandro       |             |
| Rosalinda Rodríguez     | Chonita          |             |
| Ana Wolfermann          |                  |             |
| Virginia Alvarez        | Zoe              |             |
| Jacqueline Bracamontes  | Önmaga           |             |
| Claudio de la Torre     | Rodrigo          |             |
| Camilo Andres Chaverra  | Peter            |             |
| Jairo Calero            | Andrés           |             |
| Athina Marturet         | Sophie Blum      |             |
| Carlos "Caramelo" Cruz  | Önmaga           |             |
| Giancarlo Pasqualotto   | Oliver           |             |
| Roberto Escobar         | Francisco Castro |             |
| Gloria Trevi            | Önmaga           |             |
| Mar Jon                 | William          |             |
| Felicia Mercado         | Teresa           |             |
| Alexis & Fido           | Önmaga           |             |
| Henry Zakka             | Lorenzo Spinetti |             |
| Elizabeth Gutierrez     | Sara             |             |
| Flor Núñez              | Camille          |             |
| Lupita Ferrer           | Juliette         |             |
| Ricardo Chávez          | Fernando         |             |
| Arianne Martin Giron    | Mariana          |             |
| Carlos Arreaza          | Mark             |             |
| Jeronimo Cantillo       | Randy Brave      |             |

## Fejlesztés
2024. november 20-án bejelentették, hogy a Telemundo megszerezte a spanyol Velvet című televíziós sorozat újrafeldolgozási jogait, és egy modern kori adaptációt fejleszt.
A sorozat forgatása 2025. február 24-én kezdődött. Ugyanezen a napon jelentették be, hogy a sorozat címe: Velvet: El nuevo imperio (Velvet: Az új birodalom) lesz.

## Szereposztás
2025. január 22-én bejelentették, hogy Samantha Siqueiros és Yon González kapták a főszerepeket, míg Danilo Carrera az antagonistát fogja alakítani. 2025. február 24-én nyilvánosságra hozták a további szereplőket is, köztük Carolina Miranda-t, Chantal Andere-t és Humberto Zurita-t.
2025 márciusában Flor Núñez és Lupita Ferrer vendégszerepekben csatlakoztak a sorozathoz.
2025. április 4-én Elizabeth Gutierrez is csatlakozott a szereplőgárdához.

## Évados áttekinés
| Évad | Évad | Epizódok száma | Eredeti sugárzás | Eredeti sugárzás | Eredeti sugárzás | Magyar sugárzás | Magyar sugárzás | Magyar sugárzás |
| Évad | Évad | Epizódok száma | Évadpremier      | Évadfinálé       | Eredeti adó      | Évadpremier     | Évadfinálé      | Magyar adó      |
| ---- | ---- | -------------- | ---------------- | ---------------- | ---------------- | --------------- | --------------- | --------------- |
|      | 1.   | ?              | 2025. május 19.  | N/A              |                  |                 |                 |                 |

## Külső hivatkozások
- Velvet: El nuevo imperio az Internet Movie Database oldalon (angolul)